# مطار تشونغوي شابوتو
مطار تشونغوي شابوتو (بالصينية: 中卫沙坡头机场)(إياتا: ZHY، إيكاو: ZLZW) مطار عام يقع بمدينة تشونغ وى في نينغشيا في الصين. يبلغ طول المدرج 2800 م ويرتفع عن سطح البحر 2500 م. يقع على بعد 9 كيلومترات (5.6 ميل) شمال غرب المدينة. كلف المطار 370 مليون يوان لتشييده وبدأ تشغيله في 26 ديسمبر 2008. كان يُطلق عليه في الأصل مطار تشونغوي شيانغشان (中卫香山机场)، لكنه اعتمد الاسم الحالي في أغسطس 2012 للترويج للسياحة في شابوتو.

## شركات الطيران والوجهات
| شركـات طيـران       | الوجهات                                                  |
| ------------------- | -------------------------------------------------------- |
| 9 Air               | مطار قوانغتشو باييون الدولي، مطار أورومتشي الدولي        |
| Chengdu Airlines    | مطار شيجياتشوانغ تشنغدينغ الدولي، مطار شيلينهوت          |
| خطوط جونياو الجوية  | مطار شانغهاي بودنغ الدولي، مطار شيان شيانيانغ الدولي     |
| خطوط سيتشوان الجوية | مطار بكين العاصمة الدولي، مطار تشونغتشينغ جيانغبى الدولي |
| خطوط زيامن الجوية   | مطار ووهان الدولي، مطار شيامن قاوتشي الدولي              |

## وصلات خارجية
- http://www.flightstats.com/go/Airport/airportDetails.do?airportCode=ZHY